# 竹內櫻
竹内櫻，日本的漫畫家。
1987年以單篇作品《a.Long.Break》出道。同年刊載的單篇作品《ぼくのマリー》由於獲得高人氣，於1994年在〈週刊YOUNG JUMP〉雜誌上正式連載、1996年改編為OVA動畫。
之後《特命高校生》的連載期間，仍持續不斷的投稿短篇、2002年到2007年於〈Young Animal〉雜誌上開始連載《我的裘可妹妹》，也同時是此雜誌的看板作品，並於2006年7月改編為電視動畫。

## 作品列表

### 連載
- ぼくのマリー（1994年 - 1997年、週刊YOUNG JUMP）
- （1998年 - 1999年、Young Animal）
- 我的裘可妹妹（ちょこッとSister）全8卷（原作：雜破業、2002年 - 2007年、Young Animal）長鴻出版社
- Studio Five～少女們與不思議生物的故事～（ステューディオ5）全2卷（2008年10月 - 2013年6月、Young Animalあいらんど）長鴻出版社
- （2008年12月 - 2010年10月、JC.COM）
- 民法修正～一夫多妻时代來臨～（民法改正〜日本は一夫多妻制になった〜）共6卷（原作：赤堀悟、2015年 - 2018年、Young Animal）青文出版社
- （2014年5月2日 - 連載中、Young Animal Densi）

### 短篇、其他作品
- （1999年）收錄作品
  - （增刊YOUNG JUMP S62年THE・GREAT青春號刊載）※之後正式連載作品與改編OVA動畫。
  - （YOUNG JUMP H4年春號・H5年12月號刊載、週刊YOUNG JUMP 平成10年52號・平成11年1號刊載）
  - スタンス（別冊YOUNG JUMP H9年7/27號刊載）
  - （週刊YOUNG JUMP H9年36・37合併號刊載）
  - （週刊YOUNG JUMP H10年6・7号刊載）
  - trajet（別冊YOUNG JUMP H12/15号刊載）
- ちょこッとSister（Young Animal H14年24号刊載）※之後連載移籍。第0話與單行本1卷中收錄。
- （ぱじゃまソフト）※角色原畫（フォルモーサのみ）

## 外部連結
- 竹内桜的X（前Twitter）